# District de Ba Bể
Pour les articles homonymes, voir Ba Bể (định hướng).
Ba Bê est un district de la province de Bac Kan, région Nord-Est au Vietnam.

## Géographie
Le district de Ba Bê est situé au nord-ouest de la province de Bac Kan
Il est entouré par :
- le district de Ngan Son à l'est
- les districts de Cho Don et de Na Hang (province de Tuyen Quang) à l'ouest
- le district de Bach Thong au sud
- les districts de Pac Nam et  de Nguyen Binh (province de Cao Bang) au nord

Le district de Ba Bê a une superficie de 678 km², la population en 2004 était de 47 000 personnes. La capitale du district est la ville de Chợ Rã située sur la route nationale 279, à environ 50 km de la ville de Bac Kan au nord-ouest.
En plus de la route principale, la route nationale 279, le district est traversé par la route provinciale 254 vers le district de Cho Don, la route provinciale 201 vers le district de Bach Thong au sud et la route interprovinciale 212 vers Cao Bang au nord.

## Administration
Le district de Ba Bê compte 15 unités administratives au niveau communal, dont la ville de Cho Ra (chef-lieu du district) et 14 communes : Bang Trach, Cao Thuong, Chu Huong, Dia Linh, Dong Phuc, Ha Hieu, Hoang Tri, Khang Ninh, My Phuong, Nam Mau, Phuc Loc, Quang Khe, Thuong Giao, Yen Duong.

## Histoire
Sous la dynastie Nguyen, l'actuel district de Ba Bê appartenait à la province de Thai Nguyen. En 1900, Paul Doumer, le gouverneur général d'Indochine, publia un décret séparant une partie de la province de Thai Nguyen pour créer la province de Bac Kan. À cette époque, le district de Ba Bê faisait partie du district de Cho Ra de la province de Bac Kan.
Le 25 mars 1948, le président du gouvernement de la République démocratique du Vietnam a publié le décret n° 148-SL, abolissant les termes préfecture, district et comté pour unifier le nom de district . Chau Cho Ra est appelé district de Cho Ra.
Le 12 mai 1964, le ministère de l’Intérieur a publié la décision n° 150-NV . Par conséquent:
- Renommer la commune de Thuong Minh en commune de Chu Huong
- Renommer la commune de Tan Dan en commune de Yen Duong
- Renommer la commune de Quang Thanh en commune de Dia Linh
- Renommer la commune de Hung Dao en commune de Ha Hieu
- Renommer la commune de Minh Phuc en commune de Phuc Loc
- Renommer la commune de Viet Hung en commune de Cao Tri
- Renommer la commune de Thach Son en commune de Nghien Loan
- Renommer la commune Viet Xo en commune Giao Hieu
- Renommer la commune Viet Hoa en commune Nhan Mon
- Renommer la commune de Hung Cuong en commune de Bang Thanh
- Renommer la commune de Dai Dong en commune de Boc Bo
- Renommer la commune de Hung Thinh en commune de Cong Bang
- Renommer la commune de Lien Minh en commune de Xuan La
- Renommer la commune de Mau Ninh en commune de Khang Ninh
- Renommer la commune de Van Y en commune d'An Thang.

Le 29 décembre 1964, le ministère de l'Intérieur a publié la décision n° 341-NV divisant la commune de Khang Ninh en deux communes, Khang Ninh et Nam Mau, et fusionnant en même temps le hameau de Pac Ngoi de la commune de Quang Khe dans la commune de Nam Mau.
Le 21 avril 1965, la province de Bac Kan fusionna avec la province de Thai Nguyen pour former la province de Bac Thai . Le district de Cho Ra appartenait à la province de Bac Thai, comprenant la ville de Cho Ra et 25 communes : An Thang, Bang Thanh, Bang Trach, Boc Bo, Cao Tan, Cao Thuong, Cao Tri, Chu Huong, Co Linh, Cong Bang, Dia Linh, Dong Phuc, Giao Hieu, Ha Hieu, Hoang Tri, Khang. Ninh, My Phuong, Nam Mau, Nghien Loan, Nhan Mon, Phuc Loc, Quang Khe, Thuong Giao, Xuan La, Yen Duong.
Le 29 décembre 1978, le district de Cho Ra a été fusionné avec la province nouvellement rétablie de Cao Bang.
Le 6 novembre 1984, le Conseil des ministres a publié la décision n° 144-HDBT changeant le nom du district de Cho Ra en district de Ba Bê.
Le 6 novembre 1996, le district de Ba Bê a été transféré à la province nouvellement rétablie de Bac Kan.
Le 28 mai 2003, le gouvernement a publié le décret n° 56/2003/ND-CP . En conséquence, 10 communes ont été séparées : An Thang, Bang Thanh, Boc Bo, Cao Tan, Co Linh, Cong Bang, Giao Hieu, Nghien Loan, Nhan Mon et Xuan La pour créer le district de Pac Nam.
Le district de Ba Bê comprend la ville de Cho Ra et 15 communes : Bang Trach, Cao Thuong, Cao Tri, Chu Huong, Dia Linh, Dong Phuc, Ha Hieu, Hoang Tri, Khang Ninh, My Phuong, Nam Mau, Phuc Loc, Quang Khe, Thuong Giao, Yen Duong.
Le 1er février 2020, l'ensemble de la zone et de la population de la commune de Cao Tri a été fusionné avec la commune de Thuong Giao.

## Géographie

### Terrain
Ba Bê possède une vaste superficie, dont 80 % sont des terres forestières et 10 % des terres agricoles. Le terrain de Ba Bê est accidenté et présente des formes intéressantes en raison de hautes chaînes de montagnes entrecoupées de blocs calcaires. Les montagnes rocheuses et les montagnes de terre occupent la majeure partie de la région. La caractéristique est la chaîne de montagnes Phja Bjooc, appelée le toit des trois districts de Ba Bê, Cho Don, Bach Thong avec une altitude de 1 578 m.
Le district de Ba Bê possède de nombreuses rivières et ruisseaux profonds, notamment les deux rivières Nang et Cho Lung. La rivière Nang prend sa source dans la haute chaîne de montagnes de Phja Gia (dans le district de Bao Lac, province de Cao Bang), la rivière Cho Nung prend sa source au sud du district de Ba Bê dans la direction sud-est - nord-ouest. La rivière Nang est navigable. Combinée aux routes, cela crée un système de circulation relativement pratique pour le commerce entre les districts de Ba Bê, Cho Don, Na Hang (Tuyen Quang) et Nan Hang (Tuyen Hoang). 
C'est également à partir des dépôts alluviaux des rivières et des ruisseaux que Ba Bê a créé des bassins, des vallées, des creux, des cuvettes et des terres fertiles.
Ba Bê est connu pour le lac Ba Be, le plus grand lac d'eau douce naturel du Vietnam. Il a été reconnu par la Conférence mondiale sur les lacs d'eau douce qui s'est tenue aux États-Unis comme l'un des 20 lacs d'eau douce spéciaux au monde qui doivent être protégés.

### Climat
La température annuelle moyenne se situe entre 21 °C et 23 °C. En hiver, il y a souvent du gel ou de la bruine, et des vents du nord soufflent longuement. Pendant la saison des pluies, de nombreuses communes le long de la rivière Nang sont souvent inondées. Ba Bê a un climat tropical de mousson avec une température annuelle moyenne de 21 à 23 degrés. L'hiver est plutôt rigoureux avec du gel, de la neige, de la bruine et des vents du nord prolongés. De fortes pluies provoquent des inondations dans certaines communes le long de la rivière Nang.

### Ressources naturelles
Les minéraux trouvés à Ba Bê sont : l'or alluvial, les minéraux de fer et de fer-manganèse, le marbre (métamorphisé à partir du calcaire).
En ce qui concerne la culture, les habitants de Ba Bê cultivent de nombreux types de plantes commerciales à haute valeur économique telles que les roses sans pépins, les lys, le maïs, le soja et le bambou. De plus, le climat et le terrain sont également propices à la culture du riz, des légumes, du maïs et des cultures intensives - arbres fruitiers tels que la canne à sucre, le coton, les oranges, les mandarines et les bananes.
En ce qui concerne l'élevage, les gens ici élèvent principalement du gros bétail comme des buffles, des chèvres, des vaches, certains types d'oiseaux, des animaux sauvages comme des paons, des faisans, des cerfs et des singes.
Par ailleurs, la forêt possède de nombreux bois précieux (tin, lim, nghien, tau...) et de nombreuses plantes médicinales. 
Le Parc national de Ba Bể fait partie du district de Ba Bê - un précieux patrimoine naturel avec un système de forêts primitives sur des montagnes calcaires avec 417 espèces végétales et 299 espèces de vertébrés. Cet endroit préserve de nombreux animaux rares tels que le phénix, le faisan, le singe à nez retroussé... avec 49 espèces rares de poissons d'eau douce comme la carpe, la brème bleue, le poisson-chat...
Avec son paysage particulier, Ba Bê est également une attraction touristique : les paysages sauvages des montagnes et des forêts du Nord-Ouest.

## Réalisations et récompenses
- Classé au niveau provincial, le vestige historique Coc Lung, village de Ban Hon, commune de Banh Trach, district de Ba Bê (où Ho Chi Minh s'est arrêté lors de son voyage de Pac Bo à Tan Trao pour diriger le soulèvement général pour prendre le pouvoir lors de la révolution d'août 1945).
- Reconnaissance du parc du patrimoine de l'ASEAN en 2004 pour le parc national de Ba Bê (2004) [13]
- L'UNESCO l'a reconnu comme le 3ème site Ramsar du Vietnam (2011).
- Classement des monuments nationaux spéciaux pour le lac Ba Bê (septembre 2012) [14]

## Tourisme
- Le lac Ba Be est situé à l'ouest du district, dans la zone du Parc national de Ba Bể.
- La grotte de Hua Ma est un site pittoresque du Parc national de Ba Bể. La grotte est située sur la rivière Leng et appartient au village de Pac Ngoi, commune de Quang Khe, district de Ba Bê. La grotte de Hua Ma est située à mi-hauteur de la montagne Co Don, au milieu de Leo Pen (forêt fantôme) avec des arbres verts luxuriants. La grotte de Hua Ma est située au fond de la montagne, en direction du sud-est, calme toute l'année et est appelée grotte de Leo Pen par les habitants [15].
- La grotte de Puong est un site pittoresque du Parc national de Ba Bể, une section de la rivière Nang qui traverse la montagne calcaire de Lung Nham, dans le district de Ba Bê, à environ 5 km du centre de la ville de Cho Ra [16].

## Référence
1. ↑  « Histoire – Culture », Portail d'information électronique du district de Ba Bê, 16 octobre 2019
2. ↑  « Décret n° 148/SL portant abolition des termes préfecture, district et comté, publié par le Président du Gouvernement de la République démocratique du Vietnam »
3. ↑  « Décision 150-NV de 1964 portant modification des noms de certaines communes de la province de Bac Kan, émise par le ministre de l'Intérieur »
4. ↑  « Décision 341-NV de 1964 sur la redivision de la commune de Khang Ninh et la fusion du hameau de Pac Ngoi de la commune de Quang Khe, district de Cho Ra, province de Bac Can dans la commune de Nam Mau de la même province, émise par le ministre de l'Intérieur. »
5. ↑  « Décision 103-NQ-TVQH de 1965 approuvant la création des provinces de Bac Thai, Nam Ha, Ha Tay et la fusion de la commune d'An Hoa du district de Thach That, province de Son Tay (ancienne) avec la commune de Tien Xuan du district de Luong Son, province de Hoa Binh, publiée par le Comité permanent de l'Assemblée nationale »
6. ↑  « Résolution sur l'approbation de la redémarcation des limites des villes de Hanoi, Ho Chi Minh-Ville, Ha Son Binh, Vinh Phu, Cao Lang, Bac Thai, Quang Ninh et Dong Nai publiée par l'Assemblée nationale »
7. ↑  « Décision 144-HDBT de 1984 renommant le district de Cho Ra de la province de Cao Bang en district de Ba Bê »
8. ↑  « Résolution sur la division et l'ajustement des limites administratives d'un certain nombre de provinces publiée par l'Assemblée nationale »
9. ↑  « Décret 56/2003/ND-CP portant création du district de Pac Nam, province de Bac Kan »
10. ↑  « Résolution n° 855/NQ-UBTVQH14 de 2020 portant organisation des unités administratives communales dans la province de Bac Kan »
11. ↑  « Lac Ba Bê - Une beauté cachée et attrayante », Cổng thông tin điện tử Ba Bể, 18 avril 2019
12. ↑  « Lac Ba Bê - « joyau vert » au milieu de la nature sauvage du Viet Bac », chinhphu.vn, 8 mai 2023
13. ↑  (vi) « Parc national de Ba Bê - Zone écotouristique avec un paysage naturel majestueux », VOH, 20 septembre 2019
14. ↑  (vi) « Bac Kan sollicite des avis sur la planification visant à préserver et à promouvoir la valeur du lac Ba Bê », Nhân dân, 15 mars 2023
15. ↑  Grotte de Hua Ma – Une mystérieuse merveille de la nature. Vietnamplus, 28 octobre 2010. Consulté le 25 février 2018.
16. ↑  Grotte de Puong – Parc national de Ba Bê. Bac Kan Tourism, 20 juillet 2013. Consulté le 25 février 2018.